# Evoluční biologie
Evoluční biologie je vědní obor zabývající se biologickou evolucí organismů a mechanismy, které se při ní uplatňují. Za jeho zakladatele je považován Charles Darwin, který jako první přednesl světu obecně přijatelnou verzi evoluční teorie. Vědci zaměření na tento obor se nazývají evoluční biologové či evolucionisté (kromě příznivců evolucionismu).

## Popis
Evoluční biologie je interdisciplinární obor zasahující do mnoha terénních i laboratorních oborů. Evoluční biologie tak využívá jednotlivé biologické obory (např. mammalogie, ornitologie nebo herpetologie), které studují jednotlivé organizmy jako speciální případy pro hledání odpovědí na obecnější otázky evoluce. Obdobně využívá evoluční biologie poznatků paleontologie a geologie o fosiliích, které umožňují hledat odpovědi na otázky po tempu a způsobu evoluce. Využívá se i poznatků teoretických oborů, jako např. populační genetika. Některé teorie lze experimentálně ověřovat na modelových organismech (např. Drosophila). Tak je realizována i experimentální evoluční biologie.

## Obor zájmu
Evoluční biologové se dělí především na mikroevolucionisty a makroevolucionisty.
Evoluční biologie se nezabývá jen samotným vývojem – tedy adaptací. Předmětem evoluční biologie jsou i některá témata, která se netýkají přímo metod přizpůsobování organizmů. Mezi ně patří:
- evoluce adaptace na prostředí
- evoluce variací (speciace)
- evoluce specializací (mutace)
- evoluce komplexity (třídění z hlediska stability)
- sociální evoluce
- genetika a dědičnost

## Významní evoluční biologové
- Othenio Abel (1875–1946)
- Francisco J. Ayala (1934–2023)
- Deborah Charlesworth
- James F. Crow
- Charles Darwin (1809–1882)
- Erasmus Darwin (1731–1802)
- Richard Dawkins (* 1941)
- Daniel Dennett (* 1942)
- Theodosius Dobzhansky (1900–1975)
- Franz Theodor Doflein
- Felix Anton Dohrn
- Paul W. Ewald
- Ronald Fisher
- Douglas Futuyma
- Carl Gegenbaur
- Stephen Jay Gould (1941–2002)
- Ernst Haeckel (1834–1919)
- J. B. S. Haldane (1892–1964)
- W. D. Hamilton
- Willi Hennig (1913–1986)
- Bert Hölldobler
- Steve Jones
- Olivia Judson
- Motoo Kimura
- Ulrich Kutschera
- Jean-Baptiste Lamarck (1744–1829)
- Richard Lewontin
- Lynn Margulis
- Pierre Louis Maupertuis (1698–1759)
- Ernst Mayr (1904–2005)
- Johannes Meisenheimer
- Fritz Müller
- Tomoko Ohta
- Steven Pinker (* 1954)
- Bernhard Rensch
- Matt Ridley (* 1958)
- Beth Shapiro
- John Maynard Smith (1920–2004)
- Sewall Wright
- Alfred Russel Wallace (1823–1913)
- Wilhelm Weinberg
- August Weismann (1834–1914)
- Wolfgang Wickler
- Allan Wilson
- Edward Osborne Wilson (1929–2021)
- Walter Zimmermann

## České osobnosti evoluční biologie
- Jaroslav Flegr
- Daniel Frynta
- David Storch
- Marek Orko Vácha
- Jan Zrzavý